# Mateo Luque
Mateo José Luque (Villa del Rosario, Argentina; 1820 - Córdoba, Argentina; 1874) fue un político argentino, último gobernador federal de la provincia de Córdoba.

## Biografía
Siendo estudiante de medicina, en 1839 participó en una revolución contra el gobernador Manuel López y tuvo que huir de su provincia. Se recibió de médico en la Universidad de Buenos Aires.
Apoyó la gestión del gobernador Alejo del Carmen Guzmán y fue elegido diputado provincial. Desde 1857 fue diputado nacional y apoyó las gestiones de los presidentes Justo José de Urquiza y Santiago Derqui. Una carta suya de apoyo a la política de Derqui sirvió a Urquiza de excusa para abandonar la batalla de Pavón cuando prácticamente la había ganado. En ese momento no estaba en la Argentina, sino que había sido enviado a España en misión diplomática.
Al regresar se enteró de la desaparición de la Confederación Argentina a manos del gobierno de la provincia de Buenos Aires. Regresó a Córdoba y reorganizó el partido federal. En la práctica, este estaba proscrito, pero el gobernador Roque Ferreyra nombró su ministro a Luque. Lo primero que este hizo fue lograr que se rehabilitara a los federales. Estos ganaron las elecciones provinciales de 1866, contra toda la presión de los gobiernos provincial y nacional. Esta derrota causó la renuncia de Ferreyra.
En su lugar fue elegido Luque, que asumió el mando el 26 de julio de 1866. Llevó a cabo una gestión bastante ordenada, pero jaqueado constantemente por los unitarios, que no lo dejaban en paz. Para empeorar las cosas, a fin de año estalló en Cuyo una gran sublevación federal, conocida como la revolución de los Colorados bajo el mando del general Saá. Si bien simpatizaba con ellos, decidió no apoyarlos para no provocar al presidente Bartolomé Mitre, cuyas tropas ocupaban buena parte de Córdoba. Una rebelión de sus milicias en apoyo a los federales fracasó en febrero siguiente.
Para prevenir nuevas reacciones federales, nombró al jefe de los rebeldes, Simón Luengo, comandante de milicias. Dado que el ejército nacional operaba desde su provincia contra los rebeldes, viajó a Rosario a conversar con Mitre, que regresaba desde el Paraguay.
En su ausencia, Luengo inició una revolución, declarando que apoyaba a Felipe Varela y que se había rebelado en apoyo del gobernador, a quien querían derrocar los unitarios. Pero el general Emilio Conesa avanzó sobre la ciudad y lo obligó a rendirse doce días después de su pronunciamiento. Luque se había mostrado leal al presidente Mitre, pero este lo consideró peligroso para su régimen: el general Conesa lo repuso en el gobierno, pero limitó todas sus acciones como si el gobernador fuera él. 
Falto de poder real, Luque renunció el 28 de agosto de 1867. Por un tiempo intentó mantener en funcionamiento su partido, pero finalmente lo fusionó con el PAN que, desde Buenos Aires, dirigía Adolfo Alsina.
En 1871 tuvo una actuación heroica durante la epidemia de fiebre amarilla, poniendo en riesgo su vida; al parecer contrajo la enfermedad, pero se salvó de morir. Ese mismo año fue elegido senador nacional, pero casi no ejerció el cargo.